# 鲁道夫·京斯莱克
鲁道夫·京斯莱克（Rudolf Kingslake，1903年8月28日—2003年2月28日），英国光学设计家，摄影史家。
1903年生于英国伦敦。后来进入英国伦敦大学帝国科学技术学院从光学设计家亚历山大·尤金·康拉迪 学习，获得博士学位；。1929年和康拉迪的女儿希尔达·康拉迪结婚，成为康拉迪的女婿。同年京斯莱克被聘为美国罗切斯特大学光学教授，创办该大学的应用光学系。1938年京斯莱克被聘为美国罗切斯特市伊士曼柯达公司的光学设计所主任。京斯莱克是英国康拉迪光学设计学派的传人，著有多部光学设计专书。
1958年鲁道夫·京斯莱克和妻子希尔达·康拉迪·京斯莱克（Hilda Conrady Kinglake）将康拉迪的遗稿整理出版为《实用光学与光学设计》第二卷。20年后，鲁道夫将康拉迪的《实用光学与光学设计》改写，用计算机技术代替已过时的对数表计算，写成《镜头设计基础》（Lens Design fundamentals）。 
2003年2月14日希尔达·康拉迪·京斯莱克在美国罗切斯特市逝世，享年100岁；两周后2003年2月28日鲁道夫·京斯莱克也在美国罗切斯特市逝世，享年99岁。
京斯莱克的门生包括美国光学设计家沃伦·J·史密斯。

## 著作
- 《摄影镜头史》A History of the Photographic Lens， Kingslake， Rudolf  Academy Press ISBN 0-12-408640-3
- 《应用光学和光学工程》Applied Optics and Optical Engineering: Kingslake, Rudolf
- 《摄影镜头》Lens in Photography， Kingslake， Rudolf
- 《镜头设计基础》Lens Design fundamentals. Kingslake, Rudolf Academic Press 1978

- 《亚历山大·尤金·康拉迪传略》

## 参看
亚历山大·尤金·康拉迪